# Cosmosoma greta
Cosmosoma greta là một loài bướm đêm thuộc phân họ Arctiinae, họ Erebidae.